# Pirjachi Megdor
Pirjachi Megdor (tadż. пиряхи Меғдор; ros. ледник Мегдор, lednik Miegdor) – dolinny lodowiec dendrytyczny w centralnej części Pamiru, w górnym biegu rzeki Wandż, na styku Gór Darwaskich i Gór Akademii Nauk, w Tadżykistanie. Rozciąga się na długości 24,4 km i zajmuje powierzchnię 64,4 km². Powstaje z połączenia dwóch jęzorów spływających po zboczach góry Garmo. Granica wiecznego śniegu znajduje się na wysokości 4200 m n.p.m. Główny jęzor spływa do wysokości 2580 m n.p.m.
Do 2023 roku nosił nazwę Lodowiec Towarzystwa Geograficznego (tadż. пиряхи Географического обшества, pirjachi Gieograficznogo obszestwa; ros. ледник Географического общества, lednik Gieogriaficzeskogo obszczestwa).